# Федерація України зі стрибків у воду
Федера́ція Украї́ни зі стрибкі́в у во́ду — всеукраїнська громадська організація фізкультурно-спортивного спрямування, що має статус національної спортивної федерації з олімпійського виду спорту — стрибків у воду.
Назва федерації англійською мовою — Ukrainian Diving Federation.

## Історія
Пропозицію створити федерацію вперше обговорено 1991 року на засіданні тренерів під час участі у змаганнях чемпіонату України зі стрибків у воду в Запоріжжі.
На початку 1992 року установча конференція за участю представників усіх областей, що розвивають в Україні стрибки у воду, обрала президентом федерації Костянтина Мельника. У період з 1993 по 2000 роки відбулася ротація керівного складу: федерацію очолювали К. Алексєєв, Ігор Гулов, Юрій Осипчук.
Відповідно до чинного законодавства федерацію як громадську організацію зареєстрували в Міністерстві юстиції 1 вересня 2000 року. Президент федерації з 1999 року — Ігор Лисов.
Федерація об'єднує на добровільних засадах спортсменів, тренерів, спортивних суддів, спеціалістів, зацікавлених у розвитку в Україні стрибків у воду. Основу структури федерації становлять її обласні осередки (громадські організації) в тих регіонах і містах, де розвивається відповідний вид спорту (Київ, Запоріжжя, Львів, Миколаїв, Харків та ін.).

### Емблема
Емблема федерації — символічне зображення людини в стрибку у воду, стилізованого блакитного кольору, що поєднує фізичний розвиток можливостей цілеспрямованої та впевненої в собі людини з її гармонійним розвитком духовності. Емблема уособлює безмежні можливості людей планети Земля до мирної боротьби, суперництва у спортивних змаганнях, підвищення ролі фізичної культури та спорту в усебічному й гармонійному розвиткові людини, зміцненні її здоров'я.

## Діяльність
Серед основних завдань федерації — розвиток стрибків у воду, оптимізація системи підготовки професійних спортсменів, суддів та тренерів з цього виду спорту, забезпечення успішних виступів українських спортсменів — членів федерації на Олімпійських іграх, чемпіонатах світу, Європи та інших престижних спортивних змаганнях в Україні та за її межами.
Основна база підготовки українських стрибунів у воду — Центр спорту «Ліко», збудований у Києві 2013 року. Арена вміщує 450 глядачів і має належну інфраструктуру. Тут розміщені: єдиний в Україні Державний центр олімпійської підготовки зі стрибків у воду (розпочав роботу з вересня 2019 року); база національної збірної команди з цього виду спорту; дитячо-юнацька спортивна школа «Тріумф». 
З 2017 року в Україні проведено низку міжнародних змагань світового рівня:
- 2017 — чемпіонат Європи зі стрибків у воду
- 2018 — чемпіонат світу зі стрибків у воду серед юніорів
- 2019 — чемпіонат Європи зі стрибків у воду

Рівень проведення змагань високо оцінили керівники Міжнародної федерації плавання (FINA) і Європейської ліги плавання (LEN).

### Керівництво
- Президент — Лисов Ігор Володимирович
- Перший віцепрезидент — Волковинський Володимир Георгійович
- виконавчий директор — Уманець Ніна Дмитрівна

### Партнери
Генеральний спонсор федерації — будівельна компанія «Ліко-Холдинг».